# 페탈 맵스
페탈 맵스(Petal Maps)는 화웨이에서 훙멍, 안드로이드, iOS 운영체제를 탑재한 기기에 제공하는 톰톰(TomTom) 기반 지도 서비스이다. 위성 사진, 항공 사진, 3D 주변 환경 보기, 턴바이턴 내비게이션, 헤드업 디스플레이, 도보, 자동차, 자전거, 대중교통 이용 경로 계획 기능을 제공한다.

## 수상
페탈 맵스는 2021년 레드닷 디자인 어워드를 수상했다.

## 특징

### 기본
페탈 맵스는 지도를 확대/축소하여 표시할 수 있는 기능을 제공한다. 사용자는 마우스로 지도를 조정하여 원하는 위치로 이동할 수 있다. 주소, 교차로 또는 일반 지역을 입력하여 지도에서 검색할 수 있다.
"런던의 케이크"를 검색하여 도시 근처에서 해당 요리를 제공하는 레스토랑을 찾고 싶다면, 다양한 레스토랑, 호텔, 극장 및 일반 업체를 검색할 수 있다.
- 지도는 화웨이에서 제공한다.
- 지도 3D 보기
- 위성 보기

### 위성 이미지 제공
현재 페탈 맵스의 위성 뷰는 페탈 맵스 모바일 앱에서만 제공되며 웹사이트에서는 사용할 수 없다.